# Cap Stallworthy
Le Cap Stallworthy (ou Svartevaeg) est une péninsule de la région de Qikiqtaaluk, au Canada. Il est situé à la pointe nord de l'île Axel Heiberg. C'est notamment le point de départ du voyage au pôle Nord de Frederick Cook en 1908. Il est parfois confondu avec le Cap Thomas Hubbard situé sur le côté opposé de l'Eetookashoo Bay. Appelé à l'origine Svartevaeg (signifiant "le mur noir" en norvégien) par Harald Sverdrup, il est rebaptisé en l'honneur de l'agent britannique de la gendarmerie royale Harry Stallworthy, également explorateur de l'Arctique. 